# Vogezit
Vogezit je zelenošedá až tmavě šedá subvulkanická hornina pojmenovaná podle pohoří Vogézy ve východní Francii. Je to tmavá žilná hornina (lamprofyr syenitového složení) a skládá se z ortoklásu, malého množství plagioklasu, a hojného amfibolu. Někdy obsahuje také pyroxen, který může i amfibol zcela nahradit. Často je zde také malé množství olivínu, který obvykle prošel přeměnou na hadec. Kromě Vogéz se vyskytuje například v Odenwaldu. V Česku byl popsán ze středočeského plutonu od Úročnice u Benešova.